# Бялата одисея
„Бялата одисея“ е български игрален филм (драма) от 1973 година на режисьора Васил Мирчев, по сценарий на Рангел Игнатов. Оператор е Иван Самарджиев. Музиката във филма е композирана от Кирил Цибулка.

## Актьорски състав
- Наум Шопов – Капитан Стоевски
- Катя Паскалева – Милка
- Антон Горчев – Горан
- Руси Чанев – Явора
- Йосиф Сърчаджиев – Фокера
- Добромир Манев – Адютантът
- Петър Пенков
- Меди Димитрова
- Добринка Станкова
- Пепа Николова
- Станислав Попов
- Анани Явашев
- Никола Тодев – фелдфебел
- Антон Карастоянов
- Георги Широков
- Емил Берцоев